# مکتب ایتالیایی

نقشهٔ مگناگراسیای باستان، در ضلع غربی دریای آدریاتیک.

مکتب ایتالیایی (انگلیسی: Italian school) در فلسفهٔ پیشاسقراطی به فیلسوفان یونان باستان در ایتالیا یا مگنا گراسیا در قرون ششم و پنجم پیش از میلاد اشاره دارد. پژوهش‌های معاصر، مکتب ایتالیایی را به عنوان یک مکتب تاریخی و نه صرفاً یک مکتب جغرافیایی، به طرز مناقشه‌برانگیزی مورد مباحثه قرار می‌دهند. دیوژن لائرتی، شرح‌حال‌نویس، فلسفه پیشاسقراطی را به دو مکتب مکتب ایونی و ایتالیایی تقسیم می‌کند. به گفتهٔ جاناتان بارنزِ کلاسیک‌شناس، «اگرچه مکتب ایتالیایی توسط مهاجرانی از ایونیا تأسیس شد، اما به سرعت ویژگی‌های خاص خود را پیدا کرد». به گفتهٔ دبلیو. کی. سی. گاتری، کلاسیک‌شناس، این مکتب در تقابل با «ماده‌باوری و صرفاً عقل‌گرایان مکتب ایونی» قرار داشت. مکتب ایتالیایی شامل مکتب فیثاغوری، پارمنیدس و مکتب الئایی، کسنوفانس و امپدوکلس بود. به گفته دیوژن لائرتیوس، زنجیرهٔ جانشینی به این صورت است: فیثاغورس («شاگرد فرسید»)، تِلاوْگِس (پسرش)، کسنوفانس، پارمنیدس، زنون الئایی، لئوکیپوس (فیلسوف)، دموکریتوس («که شاگردان بسیاری داشت»)، ناوسیفانس [و ناوکودس] («به‌ویژه»)، و اپیکور (زنجیره جانشینی پایان می‌یابد). پارمنیدس، کسنوفانس و امپدوکلس همگی به شعر می‌نوشتند. ارسطو، در حالی که از دیدگاه فیثاغورسیان در مورد پادزمین انتقاد می‌کند، خاطرنشان می‌سازد: «بیشتر مردم... می‌گویند که آن [زمین] در مرکز [عالم] قرار دارد. اما فیلسوفان ایتالیایی، معروف به فیثاغورسیان، نظری مخالف دارند».